# Sakawijja
Sakawijja – wieś w Syrii, w muhafazie Aleppo, w dystrykcie Manbidż. W 2004 roku liczyła 639 mieszkańców.